# 4-idrossifenilacetaldeide deidrogenasi
La 4-idrossifenilacetaldeide deidrogenasi è un enzima appartenente alla classe delle ossidoreduttasi, che catalizza la seguente reazione:
4-idrossifenilacetaldeide + NAD+ + H2O ⇄ 4-idroassifenilacetato + NADH + 2 H+
Assieme alla ottopamina deidratasi, consente il metabolismo della ottopamina in Pseudomonas.